# Lucedale
Lucedale é uma cidade localizada no estado americano de Mississippi, no Condado de George.

## Demografia
Segundo o censo americano de 2000, a sua população era de 2458 habitantes. 
Em 2006, foi estimada uma população de 2948, um aumento de 490 (19.9%).

## Geografia
De acordo com o United States Census Bureau tem uma área de 
9,9 km², dos quais 9,9 km² cobertos por terra e 0,0 km² cobertos por água. Lucedale localiza-se a aproximadamente 37 m acima do nível do mar.

## Localidades na vizinhança
O diagrama seguinte representa as localidades num raio de 36 km ao redor de Lucedale. 